# Gabriel Weisberg
Gabriel P. Weisberg, né à New York le 5 mai 1942, est un historien de l'art et un professeur des universités américain.

## Biographie
Gabriel Weisberg est diplômé de l'université de New York en 1963 puis obtient un master d'histoire de l'art à l'université Johns-Hopkins. Il écrit sa thèse de doctorat sur le critique d'art français Philippe Burty, l'un des pionniers du japonisme. Il est professeur émérite d'art du XIXe siècle et d'arts décoratifs et graphiques à l'université du Minnesota. Il est un ancien président de l'Association des historiens de l'art du XIXe siècle. Il est par ailleurs un spécialiste de Siegfried Bing (1838-1905), un marchand d'art allemand qui a vécu en France et qui a contribué à introduire l'art japonais en Occident, et participe à la préparation de l'exposition L'Art Nouveau: The Bing Empire au musée Van Gogh d'Amsterdam en 2004.
Un ouvrage de mélanges intituléTwenty-First-Century Perspectives on Nineteenth-Century Art: Essays in Honour of Gabriel P. Weisberg lui est dédié en 2008.
Le Minneapolis Institute of Art expose de décembre 2008 à avril 2009 une cinquantaine de dessins et d'aquarelles réalistes et naturalistes du XIXe et du début du XXe siècle de la collection Weisberg, dans « Expanding the Boundaries: Selected Drawings from the Yvonne and Gabriel P. Weisberg Collection »,. Il reçoit en 2012 le Distinguished Teaching of Art History Award de la College Art Association.
En 2015, la fondation de l'université du Minnesota et le département d'histoire de l'art de l'université créent une bourse à l'intention des étudiants de premier cycle et des étudiants diplômés travaillant sur des projets avec les musées de la région, nommée en son honneur.

## Publications
- Illusions of Reality: Naturalist Painting, Photography and Cinema, 1875–1918, avec Edwin Becker, David Jackson, Willa Silverman, Mercatorfonds/Musée Van Gogh, 2011.
- Montmartre and the Making of Mass Culture, Rutgers University Press, 2001[9].
- Overcoming All Obstacles: The Women of the Academie Julian, New Brunswick, Rutgers University Press, 1999.
- Art Nouveau, A Research Guide for Design Reform in France, Belgium, England and the United States, Garland Publishing Inc., 1998.
- Redefining genre: French and American painting 1850–1900, avec Petra ten-Doesschate Chu, Dixon Gallery and Gardens, Trust for Museum Exhibitions, 1995.
- (coll.) The Popularization of Images: Visual Culture Under the July Monarchy, avec Petra Ten-Doesschate Chu, Princeton University Press, 1994[10].
- The Independent Critic: Philippe Burty and the Visual Arts of Mid-Nineteenth Century France, Peter Lang International Academic Publishers, 1993.
- Art Nouveau Bing: Paris style 1900, Smithsonian Institution. Traveling Exhibition Service, New York, Harry N. Abrams, 1986.
- Beyond Impressionism: The Naturalist Impulse, New York, Harry N. Abrams, 1986.
- The Drawings and Water Colors of Léon Bonvin, Ohio, The Cleveland Museum of Art, 1980
- The Realist Tradition – French Painting and Drawing 1830-1900, Ohio, The Cleveland Museum of Art, 1980.
- Les Maitres du XIXe siècle: Bonvin, Paris, Éditions Geoffroy-Dechaume, 1979.
- (coll.) Japonisme: Japanese Influence on French Art 1854–1910, Cleveland Museum of Art, 1975[11].
- The Paintings of François Bonvin in the Wadsworth Atheneum, Wadsworth Atheneum, 1970.